# Каптол (Костел)
Каптол (словен. Kaptol) је насељено место у општини Костел, регија Југоисточна Словенија, Словенија.

## Историја
До територијалне реорганизације у Словенији био је у саставу старе општине Кочевје.

## Становништво
У попису становништва из 2011. године, Каптол је имао 15 становника.
| Број становника према пописима | Број становника према пописима | Број становника према пописима |
| ------------------------------ | ------------------------------ | ------------------------------ |
| 1991                           | 2002                           | 2011                           |
| 8                              | 11                             | 15                             |